# معبد ست
معبد سِت (به انگلیسی: Temple of Set) یکی از مشهورترین سازمان‌های شیطان‌پرستی است که در سال ۱۹۷۵ راه‌اندازی شد. معبد ست از جنبش‌های نوپدید دینی است که از شکل‌های اولیه باطن‌گرایی غربی در آن استفاده می‌شود.
 ست نام یکی از خدایان مصر باستان است.

## تاریخچه
معبد ست در سال ۱۹۷۵ توسط مایکل آکینو (Michael Aquino) در سان فرانسیسکو بنیان‌گذاری شد. او و چند نفر دیگر از کاهنان کلیسای شیطان به خاطر اختلافات بارز عقیدتی و مدیریتی، همچنین با ادعای فساد در کلیسای شیطان، از آن جدا شده و سازمان معبد ست را تشکیل دادند. در همان سال، معبد ست به عنوان یک کلیسای غیرانتفاعی در کالیفرنیا به ثبت رسید.

## اندیشه
در بین پژوهشگران آکادمیک مطالعات دینی بحث‌هایی وجود دارد که آیا می‌توان معبد ست را یک نهاد شیطان‌گرا نامید یا خیر. اسبیون دایرندل (Asbjorn Dyrendal)، جیمز آر لوئیس (James R. Lewis)، مسیمو اینترووین و جسپر آ پیترسن (Jesper Aa. Petersen) معبد ست را به عنوان یک گروه شیطانی توصیف می‌کنند (اگرچه خود این سازمان تمایلی ندارد که خود را شیطان‌گرا بنامد) زیرا معبد ست نیز شاخه‌ای از کلیسای شیطان است که همچنان به اساطیر شیطانی استناد می‌کند.
 اما پژوهشگری به نام کنت گرنهولم (Kennet Granholm) با این نظر مخالف است. او می‌گوید که نباید معبد ست را شیطان‌گرا دانست چون تأکیدی بر ظاهر شیطان ندارد و فقط در محیط شیطانی فعال است و می‌توان آن را جزئی از طریقت دست چپ و سنت‌های باطنی دانست. گرنهولم پیشنهاد داد که بهتر است معبد ست را نوعی شیطان‌گرایی ثانویه بنامیم که منعکس کننده ریشه‌های تاریخی آن در شیطان‌پرستی دینی است.

## تفاوت میان کلیسای شیطان و معبد ست
بارزترین تفاوت میان کلیسای شیطان (Church of Satan) و معبد ست مربوط به مفهوم شیطان است.
معتقدین به کلیسای شیطان (C.o.S)، که شیطان گرا یا سِیتنیست (Satanist) نامیده می‌شوند بر این باورند که شیطان موجودی نمادین است، و وجود خارجی ندارد. آنها از شیطان به عنوان سمبلی از غرور و آزادی و برای به استهزاء گرفتن مسیحیت بهره می‌گیرند.
در حالی که پیروان معبد سِت (T.O.S) که سِتیانس (Setians) نامیده می‌شوند معتقدند که شیطان واقعی وجود دارد که به آن «پادشاه تاریکی (The Prince of Darkness)» می‌گویند. آنها او را «ست، پادشاه حقیقی تاریکی» ("Set" the TRUE Prince of Darkness) می‌نامند. سِیتِن (Satan) نامی است مأخوذ از انجیل به عنوان پادشاه تاریکی؛ ولی سِت نام خداوند مرگ و عالم اموات در مصر باستان است.
پیتر گیلمور کاهن اعظم کلیسای شیطان در مقاله‌ای پیرامون مایکل آکینو و شکل‌گیری معبد ست، گفته که در نظام گراتوها که قبلاً در کلیسای شیطان پیاده‌سازی می‌شد، برخی از اعضا به جای آنکه دنبال پیشرفت شخصی باشند سعی داشتند که پیشرفت خود را به همان منطقه جغرافیایی خاص (قلمرو گراتو) محدود کنند و به همین خاطر از سال ۱۹۷۴ میلادی، کلیسای شیطان قوانین جدیدی را وضع کرد. مایکل آکینو در آن زمان سردبیر نشریه کلاون هوف بود و ناگهان ادعا کرد برخی مقاله‌هایش حاصل القائات و الهامات موجودات فراطبیعی هستند. او آن زمان در سطح چهار (سطح ماجیستر) به عنوان یکی از کاهنان کلیسای شیطان فعالیت می‌کرد. انتان لاوی پی برد که سطح و درجه اعضای کلیسا باید مبتنی بر جایگاه افراد در خارج از سازمان کلیسای شیطان نیز باشد و نه صرفاً جایگاه سازمانی آنها. مایکل آکینو طی گذشت زمان، زاویه انحراف بیشتری با کلیسای شیطان پیدا کرد و تصمیم گرفت از کلیسا جدا شود. آکینو لاوی را متهم کرد که پول می‌گیرد و به اعضای کلیسا درجه و رتبه می‌دهد و همچنین آکینو توانست چند نفر از اعضا را نیز مجاب کند که استعفا بدهند و برای تشکیل یک کلیسای شیطان جدید به آکینو ملحق شوند. اما به علت قانون کپی رایت، آکینو موفق نشد نام سازمانش را به نام کلیسای شیطان ثبت کند و در عوض نام معبد ست را برای آن انتخاب نمود. از نظر آکینو، شیطان موجودی واقعی است و او مدعی شده بود که مکاشفه‌ای ماورایی با شیطان داشته و این مکاشفه به او حق می‌دهد که کلیسای شیطان را مغلوب کند. پیروان معبد ست، به عنوان منتخب ست نام‌گذاری می‌شوند. آنها در فرایندی به نام Xper (که خِفِر تلفظ شده و در زبان مصر باستان به معنای تبدیل شدن است) تلاش می‌کنند تا به شکل خداگونه تکامل یابند.